# Ion Negrescu
Ion (Ioan) Negrescu (n. 8 ianuarie 1893 în Holboca – d. 1977, Budeasa) a fost un politician român, primar al Chișinăului între 1928–1931.

## Biografie
Ion Negrescu s-a născut la 8 ianuarie 1893 în comuna Holboca, județul Iași. Și-a făcut studiile secundare la Liceul Național din Iași, devenind licențiat al secției de Filologie română al Universității din Iași. Doctoratul în slavistică la obținut în anul 1925, sub conducerea profesorului Garabet Ibrăileanu.
A fost mobilizat între anii 1917-1918 ca sublocotenent de rezervă în cadrul Regimentului 13 infanterie „Ștefan cel Mare”, a participat la luptele grele de la Mărăști și Mărășești, primind decorația „Crucea Comemorativă a Războiului 1916-1918 cu bareta Mărăști”.
Ion Negrescu a fost ales primar al Chișinăului în două legislații (1928-1931), apoi secretar general al Ministerului Basarabiei (1932-1935).
În istoria Chișinăului, a fost primul și ultimul filosof ajuns primar. Descendent al unei familii de profesori și cărturari, Ion Negrescu a fost pe lângă cariera politică și filosof, profesor de liceu, profesor universitar, autor a unor cărți dedicate scriitorilor basarabeni, cum ar fi B. P. Hașdeu sau autor al unor studii de medicină.
Alături de Pan Halippa, Ion D. Negrescu a stat la bazele fondării Universității Populare din Chișinău.